# Anopheles ainshamsi
Anopheles ainshamsi är en tvåvingeart som beskrevs av Gad 2006. Anopheles ainshamsi ingår i släktet Anopheles och familjen stickmyggor.
Artens utbredningsområde är Egypten. Inga underarter finns listade i Catalogue of Life.